# 峨边彝族自治县
峨边彝族自治县（羅馬化：wop bie nuo su zyt jie jux dde xiep）是中国四川省乐山市所辖的一个自治县。总面积2395平方公里，2002年人口15万人。
峨边县域位于小凉山北部，为汉彝分界地带。665年唐朝设罗目县，县治沙坪；678年治地迁徙大堡，后中央汉族政权和当地少数民族政权多次互相争夺此地。清嘉庆十三年（1808年）从峨眉县分出峨边厅，厅治位于大堡镇。1914年设立峨边县，1950年县治由大堡迁至沙坪，1978年划出金口河区。
汉语“峨边”一名或来源于“峨眉山边”，或取自被称为“峨水”的大渡河边。而峨边的彝名“佳支依达”（羅馬化：Chot Zhyr Yy Dda）则意为“丝绸之河”。“佳支依达”亦可指大渡河。

## 行政区划
峨边彝族自治县下辖7个镇、6个乡：
沙坪镇、大堡镇、毛坪镇、五渡镇、新林镇、黑竹沟镇、红旗镇、宜坪乡、杨河乡、新场乡、平等乡、金岩乡和勒乌乡。

## 交通
- 隆得高速公路、245国道
- 峨边站、峨边南站

## 特产
峨边竹笋：中国地理标志产品。